# Combat de Huite
Guerre hispano-sud-américaine (1865-1866)
Batailles
m
- Tomé
- Papudo
- Chiloé (1re)
- Abtao
- Chiloé (2e)
- Paquete del Maule
- Valparaíso
- Callao
- Tornado

La combat de Huite  était une opération navale espagnole développée durant la seconde expédition de Chiloé pendant la guerre hispano-sud-américaine, dans laquelle les troupes de l'armée chilienne commandées par le major Jorge Wood s'affrondèrent aux navires espagnols, la frégate blindée Numancia et de la frégate à hélices Blanca commandées par l'amiral Casto Méndez Núñez sur la côte est de l'île de Chiloé.

## Antécédents
Le rejet chilien des propositions de paix a conduit à une seconde expédition de l'escadre espagnole du Pacifique à Chiloé, où la flotte alliée était stationnée et où le combat d'Abtao avait eu lieu sans résultats concluants.
L'amiral Méndez Núñez partit de Valparaiso le 17 février 1866, avec deux frégates, étant convaincus de pouvoir renverser le résultat d'Abtao avec son vaisseau amiral et détruire immédiatement l'escadre ennemie. Celle-ci était à son mouillage de l'estuaire de Huite, faisant des préparatifs défensifs en cas de rencontre avec ses adversaires dans une stratégie similaire à celle observée à Abtao.

## Le combat
Les navires, étant trop près de la côte, ne purent se servir de leurs canons contre les lignes de défenses terrestres chiliennes. La tentative des bateaux débarquement espagnol échoua.
Le combat, selon le rapport officiel, n'a duré qu'environ deux heures. Bien que les navires aient réussi à un moment donné à s'éloigner suffisamment pour tirer sur les assaillants, cela a été inefficace et les chiliens n'ont pas subi de pertes autres que des dommages matériels sur une petite caserne. Méndez Núñez face à la situation, a ordonné le retrait des navires vers un mouillage plus sûr, près de Calbuco.

### Conséquences
Les chiliens n'ont subi aucune perte et les navires ont quitté la crique.
Les navires espagnols se sont retirés sur un mouillage plus sûr endroit plus sûr et ont continué l'expédition, pour trouver l'escadre alliée stationnée dans la crique de Huite. Après avoir renoncé à attaquer à cet endroit, ils se sont rendus à Valparaiso où le bombardement a eu lieu le 31 mars.
Avant cela, le 9 mars, le vapeur chilien Paquete del Maule sera capturé par la frégate espagnole Blanca et le lendemain, deux barges chargées de charbon, l'une prussienne et l'autre italienne.